# Martin Nikolow
Martin Nikolow (bulgarisch Мартин Николов; * 12. Februar 1994 in Sofia) ist ein  bulgarischer Eishockeyspieler, der seit 2020 bei NSA Sofia in der bulgarischen Eishockeyliga spielt. 

## Karriere
Martin Nikolow begann seine Karriere als Eishockeyspieler in seiner Geburtsstadt Sofia beim HK Slawia Sofia, mit dem er bulgarischer U16- und U18-Landesmeister wurde. 2009 verließ er seine Heimat und spielte beim HC Benátky nad Jizerou und beim HC Mělník insgesamt vier Jahre in tschechischen Nachwuchsligen. 2013 ging er für kurze Zeit zum HC Topoľčany in die höchste slowakische Juniorenliga. Aber bereits während der Saison wechselte er nach Schweden, wo er mit der U20 des Wings HC Arlanda in der drittklassigen 1. Division spielte. Mit dem Klub aus Märsta gelang ihm zum Ende seiner Juniorenzeit der Aufstieg in die zweitklassige J20 Elit. Anschließend zog es ihn nach Nordamerika, wo er zunächst bei den Almaguin Spartans in der kanadischen Juniorenliga GMHL auf dem Eis stand. Im März 2015 wechselte er zu den Steel City Warriors in die Federal Hockey League. Nach Stationen bei den Almaguin Spartans in der Greater Montreal Hockey League und den EC Eisbären Eppelheim in der Regionalliga Süd-West wechselte er 2017 erneut nach Schweden, wo er wieder in verschiedenen unterklassigen Klubs spielte. Dabei gelang ihm mit dem Osby IK 2019 der Aufstieg aus der Division 3 in die Division 2. 2020 kehrte er nach Bulgarien zurück, wo er seither mit NSA Sofia in der bulgarischen Eishockeyliga spielt, mit dem er 2022 bulgarischer Meister wurde.

### International
Im Juniorenbereich spielte Nikolow, der sowohl als Stürmer als auch als Verteidiger eingesetzt wird, bei den U18-Weltmeisterschaften 2009, 2010, 2011, als er der geste Scorer unter den Verteidigern des Turniers war, und 2012, als er zum besten Spieler seiner Mannschaft gewählt wurde, sowie den U20-Weltmeisterschaften 2012 und 2013.
Mit der bulgarischen Herren-Nationalmannschaft nahm Nikolow an den Weltmeisterschaften der Division II 2012, 2013, 2015, 2022, 2023, als er die beste Bullybilanz des Turniers aufwies, und 2024 sowie der Division III 2014, als den Bulgaren der sortige Wiederaufstieg in die Division II gelang, 2017, 2018 und 2019, als erneut der Aufstieg in die Division II geschafft wurde, teil.

## Erfolge und Auszeichnungen
- 2008 Bulgarischer U16-Meister mit dem HK Slawia Sofia
- 2009 Bulgarischer U16-Meister mit dem HK Slawia Sofia
- 2009 Bulgarischer U18-Meister mit dem HK Slawia Sofia
- 2014 Aufstieg in die J20 Elit mit dem Wings HC Arlanda
- 2019 Aufstieg in die Division 2 mit dem Osby IK.
- 2022 bulgarischer Meister mit NSA Sofia

### International
- 2014 Aufstieg in die Division II, Gruppe B, bei der Weltmeisterschaft der Division III
- 2019 Aufstieg in die Division II, Gruppe B, bei der Weltmeisterschaft der Division III